# Pteraulax latifacies
Pteraulax latifacies är en tvåvingeart som beskrevs av Hesse 1956. Pteraulax latifacies ingår i släktet Pteraulax och familjen svävflugor. Inga underarter finns listade i Catalogue of Life.